# Joan Boada i Masoliver
Joan Boada i Masoliver (Hostalets d'en Bas, Garrotxa, 9 de juny de 1959) és un polític català, resident de la ciutat de Girona, i diputat al Parlament de Catalunya de la V a la VIII legislatures.

## Biografia
Llicenciat en Geografia i Història, especialitat història medieval, per la Universitat Autònoma de Barcelona, durant el període 1994-1995 va ser director de l'IES de Santa Coloma de Farners. Es va afiliar a Iniciativa per Catalunya el 1987 i a Comissions Obreres. De 1986 a 1990 fou membre de l'executiva sectorial d'ensenyament de la Comissió Obrera Nacional de Catalunya i cap d'ICV a les comarques gironines.
Va ser regidor a l'ajuntament de Girona el 1999-2000 i diputat a les eleccions al Parlament de Catalunya de 1995, 1999, 2003 i 2006. Fou portaveu parlamentari del grup d'ICV-EUiA, president de la comissió d'investigació sobre els fets del Carmel i membre de la ponència de la Reforma de l'Estatut d'autonomia de Catalunya. Renuncià a l'escó en desembre de 2006 quan fou nomenat secretari general del Departament d'Interior, Relacions Institucionals i Participació, càrrec que va ocupar fins a 2010.
Fou novament elegit diputat a les eleccions al Parlament de Catalunya de 2010, en les que novament fou membre de la Diputació Permanent. L'octubre de 2012 renuncià al seu escó